# Carlo Heip
Carlo Heip (18. studenog 1945. – 15. veljače 2013.), belgijski morski biolog, bio je generalni direktor Kraljevskog nizozemskog Instituta za istraživanje mora., profesor na sveučilištima u Gentu (Belgija) i Groningenu (Nizozemska) gdje je predavao biološku oceanografiju i estuarijsku ekologiju.
Njegova istraživanja na Sveučilištu u Gentu gdje je osnovao Zavod za biologiju mora, usmjerena su na ekologiju meiofaune. Bio je aktivan u mnogim projektima, uključujući OMEX (Ocean Margin Exchange) i ECOFLAT i aktivan u programu DIVERSITAS i član Upravnog odbora GEO BON;
Carlo Heip ima mnogo izdanja po stručnim časopisima i izdao je 6 knjiga. Jedan je od najcitiranijih znanstvenika na svom polju.

## Vanjske poveznice
- Prof. dr. Carlo Heip Royal Netherlands Institute for Sea Research[neaktivna poveznica]
- In Memoriam: Carlo Heip  Arhivirana inačica izvorne stranice od 4. ožujka 2016. (Wayback Machine)